# Префікси в есперанто
Пре́фікс (від латинського слова praefixum, від praefixus, середнього роду минулого пасивного дієприкметника дієслова praefigere) — це афікс, який ставиться перед іншою морфемою, створюючи нове значення. Аналогічно до цього значення деякі есперантисти пропонують описовий термін antaŭafikso («перед-афікс»), який, однак, досі не став загальновживаним у фаховій літературі.
В есперанто межа між справжніми та уявними префіксами є розмитою; наприклад, прийменники часто використовуються як префікси: «antaŭ+metita» («перед+ставлений»). З іншого боку, «справжні» префікси також можуть вживатися самостійно: ekse, praa.

## Офіційні префікси в есперанто
Офіційними префіксами в есперанто є: bo-, ĉef-, dis-, ek-, eks-, ge-, mal-, mis-, pra-, re-. Префіксоїд fi- згідно з Plena Manlibro de Esperanta Gramatiko Бертіло Веннергрена вважається офіційним вигуком, який лише за мовною традицією використовується «ніби префікс».

### bo-
Префікс bo- означає «спорідненість через шлюб».
bo- переважно вживається в таких трьох словах, що позначають родинні зв'язки, та у відповідних трьох словах із суфіксом -IN:
- patro (батько) → via bopatro (ваш свекор/тесть) = батько вашого чоловіка/дружини
- filo (син) → via bofilo (ваш зять) = чоловік вашої доньки
- frato (брат) → via bofrato (ваш швагер/брат дружини/чоловіка) = брат вашого чоловіка/дружини, чоловік вашої сестри, чоловік сестри вашого чоловіка/дружини

### ĉef-
Префікс ĉef- означає «найголовніший, найвищий за рангом». Він вказує, що наступне поняття є найважливішим серед усіх подібних:
- urbo (місто) → ĉefurbo (столиця) = те місто, яке офіційно визначене як найголовніше в країні, і де зазвичай знаходяться уряд, парламент тощо.
- parto (частина) → ĉefparto (головна частина) = найважливіша частина чогось

### dis-
Префікс dis- означає «геть у різні або кілька напрямків, не разом». Він використовується лише перед дієсловами і завжди вказує на спосіб або результат дії.
При дієсловах руху dis- показує, що кілька об'єктів рухаються в різні боки:
- iri (йти) → disiri (розійтися) = йти геть у різні напрямки
- kuri (бігти) → diskuri (розбігтися) = бігти геть у різні напрямки
- sendado (відправлення) → dissendado (розсилання) = відправлення у кілька напрямків

При словах, які вже мають у собі розділове значення, dis- посилює його:
- ŝiri (рвати) → disŝiri (розривати на шматки) = ділити рвучи
- rompi (ламати) → disrompi (розламувати на шматки) = ділити ламаючи
- pecigi (подрібнювати) → dispecigi (розбивати на шматки) = подрібнювати і розкидати

Іноді dis- використовується зі словами, що мають об'єднувальне, стискаюче, закриваюче значення. У такому випадку dis- усуває об'єднувальне значення, додаючи натомість розділове. Тоді dis- функціонує так само, як mal-:
- faldi (складати) → disfaldi (розкладати) = розгортати
- sigeli (запечатувати) → dissigeli (розпечатувати) = зламати печатку
- volvi (згортати) → disvolvi (розгортати) = розправляти згорнуте, поступово розвивати

З цих останніх слів з dis- часто вживається лише disvolvi, і то в переносному значенні «поступово розвивати». У такому переносному значенні disvolvi є прийнятним, але в інших випадках краще вживати MAL: malfaldi, malsigeli тощо.

### ek-
Початок тривалого або миттєвого процесу:
- ami (любити) → ekami (покохати) = почати любити
- lerni (вчити) → eklerni (почати вчити) = почати вчити
- krii (кричати) → ekkrii (закричати) = почати кричати
- de (від) → ekde (починаючи з) = з (певного моменту)

### eks-
Префікс eks- означає «колишній, той, що вже не займає посаду, не є таким». eks- використовується переважно при професіях та інших людських ролях, але іноді й при інших видах слів:
- reĝo (король) → eksreĝo (екс-король) = особа, яка раніше була королем, король, що зрікся престолу
- ministro (міністр) → eksministro (екс-міністр) = особа, яка раніше була міністром
- edzo (чоловік) → eksedzo (колишній чоловік) = особа, яка раніше була чоловіком

При назвах тварин eks- має спеціальне значення «кастрований»:
- bovo (бик) → eksbovo (кастрований бик)
- virkato (кіт) → eksvirkato (кастрований кіт)
- ĉevalino (кобила) → eksĉevalino (кастрована кобила)

### ge-
За допомогою префікса ge- слову в множині надається значення змішаної статі.
- У випадку з коренем чоловічого роду, ge- є необхідним для позначення змішаної групи (присутності кількох статей).
- Якщо корінь є нейтральним за статтю, ge- використовується лише для підкреслення присутності кількох статей.
- При словах, що позначають родинні зв'язки, ge- також показує взаємну спорідненість; наприклад, «gepatroj» зазвичай означає не просто будь-якого батька і будь-яку матір, а тих, що мають спільну дитину.

ge- може бути й самостійним коренем: gea = що стосується кількох статей; змішано-статевий.
З коренями жіночого роду префікс ge- зазвичай не використовується.

### mal-
mal- змінює значення слова на протилежне. Використовується лише для слів, у яких є пряме протилежне значення.
mal- найчастіше вживається зі словами, що позначають якість, властивість або ступінь:
- bona (добрий) → malbona (поганий)
- granda (великий) → malgranda (малий)
- feliĉa (щасливий) → malfeliĉa (нещасний)
- varma (теплий) → malvarma (холодний)
- pli (більше) → malpli (менше)
- plej (найбільше) → malplej (найменше)

mal- також використовується з дієсловами, словами, що позначають положення, напрямок та іншими абстрактними поняттями:
- fermi (закривати) → malfermi (відкривати)
- antaŭ (перед) → malantaŭ (позаду)
- antaŭen (вперед) → malantaŭen (назад)
- simetrio (симетрія) → malsimetrio (асиметрія)

mal- також використовується з деякими словами, що мають конкретне значення, для якого існує пряма протилежність:
- amiko (друг) → malamiko (ворог)
- lumo (світло) → mallumo (темрява)

### mis-
Префікс mis- означає «помилковість, неправильність, погана якість». Він завжди вказує на спосіб або властивість того, що стоїть після нього. Префікс mis- був офіційно затверджений у 1929 році.
- kalkuli (рахувати) → miskalkuli (помилитися в розрахунках) = рахувати помилково
- kompreni (розуміти) → miskompreni (неправильно зрозуміти) = розуміти помилково
- skribi (писати) → misskribi (написати з помилкою) = писати помилково

### pra-
pra- вказує, що те, що стоїть після нього, є далеким у минулому:
- tempo (час) → pratempo (прадавні часи) = початковий час людства або світу
- homo (людина) → prahomo (пралюдина) = найперший і примітивний вид людини
- arbaro (ліс) → praarbaro (праліс) = примітивний, незайманий ліс, що існує з незапам'ятних часів

### re-
Префікс re- означає «повернутися або покласти знову на те саме місце, де було раніше; знову зробити або стати таким, як раніше; зробити або статися ще раз таким самим або іншим чином». Він використовується лише з дієсловами і завжди вказує на спосіб дії:
- veni (приходити) → reveni (повертатися) = прийти знову на місце, де вже був
- doni (давати) → redoni (віддавати) = дати щось тому, хто раніше цим володів
- pagi (платити) → repagi (відплачувати) = заплатити тому, хто раніше володів цим
- brilo (блиск) → rebrilo (відблиск) = блискуче відображення
- vido (бачення) → revido (побачення знову) = акт повторного бачення чогось, що вже бачив

## Неофіційні префікси в есперанто
Неофіційними префіксами в есперанто є:
afro-, anti-, arĥi-, aŭdio- (або aŭdi-), aŭto-, bio-, des-, eko-, eŭro-, hiper-, infra-, ko-, kver-, makro-, meta-, mikro-, mini-, mono-, pre-, proto-, pseŭdo-, retro-, san-, semi-, stif-, tele-, termo-, ultra-, video-.